# Trachylepis bayonii
Trachylepis bayonii är en ödleart som beskrevs av  Bocage 1872. Trachylepis bayonii ingår i släktet Trachylepis och familjen skinkar. IUCN kategoriserar arten globalt som otillräckligt studerad. Inga underarter finns listade i Catalogue of Life.